# Effet non linéaire hyperpositif
Un effet non linéaire hyperpositif est un cas très spécifique d'effet non linéaire. Un effet non linéaire en catalyse asymétrique est un phénomène dans lequel l'énantiopureté du catalyseur (ou de l'auxiliaire chiral) n'est pas proportionnelle à l'énantiopureté du produit obtenu. Ces phénomènes ont été rationalisés dans le milieu des années 1980 par Henri B. Kagan, en proposant des modèles mécanistiques simples, supportés par des modèles mathématiques permettant de modéliser les courbes expérimentales obtenues.
En 1994, H. B. Kagan avec ses collaborateurs proposent des modèles plus élaborés et qui s'approchent plus des résultats expérimentaux observés à l'époque. En utilisant ces modèles, les auteurs ont pu faire des prédictions théoriques sur des situations qui n'avaient pas été rencontrées expérimentalement. Il s'agit par exemple d'un cas « où l'excès énantiomérique pourrait prendre des valeurs beaucoup plus importantes pour un ligand partiellement résolu que pour un ligand énantiomériquement pur ». Les auteurs ont proposé le terme d'« effet non linéaire hyperpositif » pour caractériser cette situation.
Cette affirmation peut sembler quelque peu invraisemblable à première vue, mais cette possibilité a été observée expérimentalement 26 ans plus tard : le premier exemple expérimental d'effet non linéaire hyperpositif a été décrit en 2020 par S. Bellemin-Laponnaz et ses collaborateurs, cependant le mécanisme de ce phénomène s'avère différent de celui proposé originellement. Ce mécanisme, qui explique un effet non linéaire hyperpositif, a également été validé pour expliquer des cas d'énantiodivergence.